# (13213) Maclaurin
Pour les articles homonymes, voir Maclaurin.
(13213) Maclaurin est un astéroïde de la ceinture principale.

## Description
(13213) Maclaurin est un astéroïde de la ceinture principale. Il fut découvert le 3 mai 1997 à La Silla par Eric Walter Elst. Il présente une orbite caractérisée par un demi-grand axe de 2,25 UA, une excentricité de 0,09 et une inclinaison de 3,7° par rapport à l'écliptique.
Il est nommé d'après le mathématicien écossais Colin Maclaurin (1698-1746).

## Compléments